# Districtul Demmin
Districtul Demmin este un  district rural (în germană Landkreis) în landul Mecklenburg-Pomerania Inferioară, Germania.